# Tony Amonte
Anthony Lewis Amonte (2 de agosto de 1970) es un extremo derecho del hockey sobre hielo profesional estadounidense retirado. Jugó un total de 1174 partidos de temporada regular y 99 partidos de playoff en la Liga Nacional de Hockey (NHL). Jugó para los Rangers de Nueva York, los Blackhawks de Chicago, los Coyotes de Phoenix, los Flyers de Filadelfia y los Flames de Calgary. Actualmente trabaja como entrenador principal del equipo de hockey de la Academia Thayer.

## Carrera
Antes de jugar en la NHL, Amonte jugó 2 años de hockey universitario con los Boston University Terriers. Fue reclutado con el 68.º puesto en la general por los Rangers de Nueva York en el Draft de la NHL de 1988. Amonte jugó en la NHL para cinco equipos, los New York Rangers de 1991 a 1994, los Chicago Blackhawks de 1994 a 2002, los Phoenix Coyotes de 2002 a 2003, los Philadelphia Flyers de 2003 a 2004 y los Calgary Flames de 2005 a 2007.

## Logros y premios
- Fue nombrado para el equipo de Hockey East Second All-Star Team en 1991.
- Fue nombrado miembro del equipo de todos los torneos del Campeonato de la NCAA en 1991.
- Fue nombrado miembro del equipo de novatos de la NHL en 1992.
- Jugó en 5 Juegos de Estrellas de la NHL en 1997, 1998, 1999, 2000 y 2001.

- Datos: Q1386805
- Multimedia: Tony Amonte / Q1386805